# Talijanski ratovi
Talijanski ratovi je ime za seriju sukoba između 1494. do 1559. koji su uključivali, u različita razdoblja, većinu gradova-država Italije, Papinsku Državu, većinu velikih sila zapadne Europe (Francuska, Španjolska, Sv. Rimsko Carstvo, Engleska i Škotska), kao i Osmansko Carstvo. Prvotno proizašavši iz dinastičkih borbi nad Milanskim Vojvodstvom i Napuljskog Kraljevstva, ratovi su postali veći sukob za moć i teritorije među zaraćenim stranama, i bili su označeni s većim brojem saveza, protu-saveza i izdaja.

## Ratovi

### Talijanski rat 1494. – 1495.
Talijanski rat 1494. – 1495.
Talijanski rat 1494. – 1495., poznat također kao i Talijanski rat Karla VIII. ili Prvi talijanski rat, je bio prvi u nizu talijanskih ratova. Rat je uključivao vojsku francuskog kralja Karla VIII., uz prvotnu podršku Milanskog Vojvodstva, u sukobu s talijanskom alijansom pod vodstvom pape Aleksandra VI.

### Talijanski rat 1499. – 1504.
Talijanski rat 1499. – 1504.
Talijanski rat 1499. – 1504. (nazvan također i Drugi talijanski rat, Talijanski rat Luja XII. ili Rat za Napulj) je bio drugi u nizu talijanskih ratova. Vodio se između snaga francuskog kralja Luja XII. i Ferdinanda Katoličkog, španjolskog kralja, s učešćem nekoliko talijanskih sila.

### Rat Cambraiske lige
Rat Cambraiske lige
Rat Cambraiske lige, poznat i kao Rat Svete lige je bio veliki vojni sukob, dio Talijanskih ratova. Glavni sudionici ovog rata, koji se vodio od 1508. do 1516., bili su Francuska i Mletačka Republika, a sudjelovale su i sve važnije sile Zapadne Europe, uključujući Španjolsku, Sveto Rimsko Carstvo, Englesku, Škotsku, Milansko Vojvodstvo, Firencu, Vojvodstvo Ferrara i Švicarce.

### Talijanski rat 1521. – 1526.
Talijanski rat 1521. – 1526.

### Rat Cognačke lige
Rat Cognačke lige

### Talijanski rat 1536. – 1538.
Talijanski rat 1536. – 1538.

### Talijanski rat 1542. – 1546.
Talijanski rat 1542. – 1546.

### Talijanski rat 1551. – 1559.
Talijanski rat 1551. – 1559.